# Hugh S. Legaré

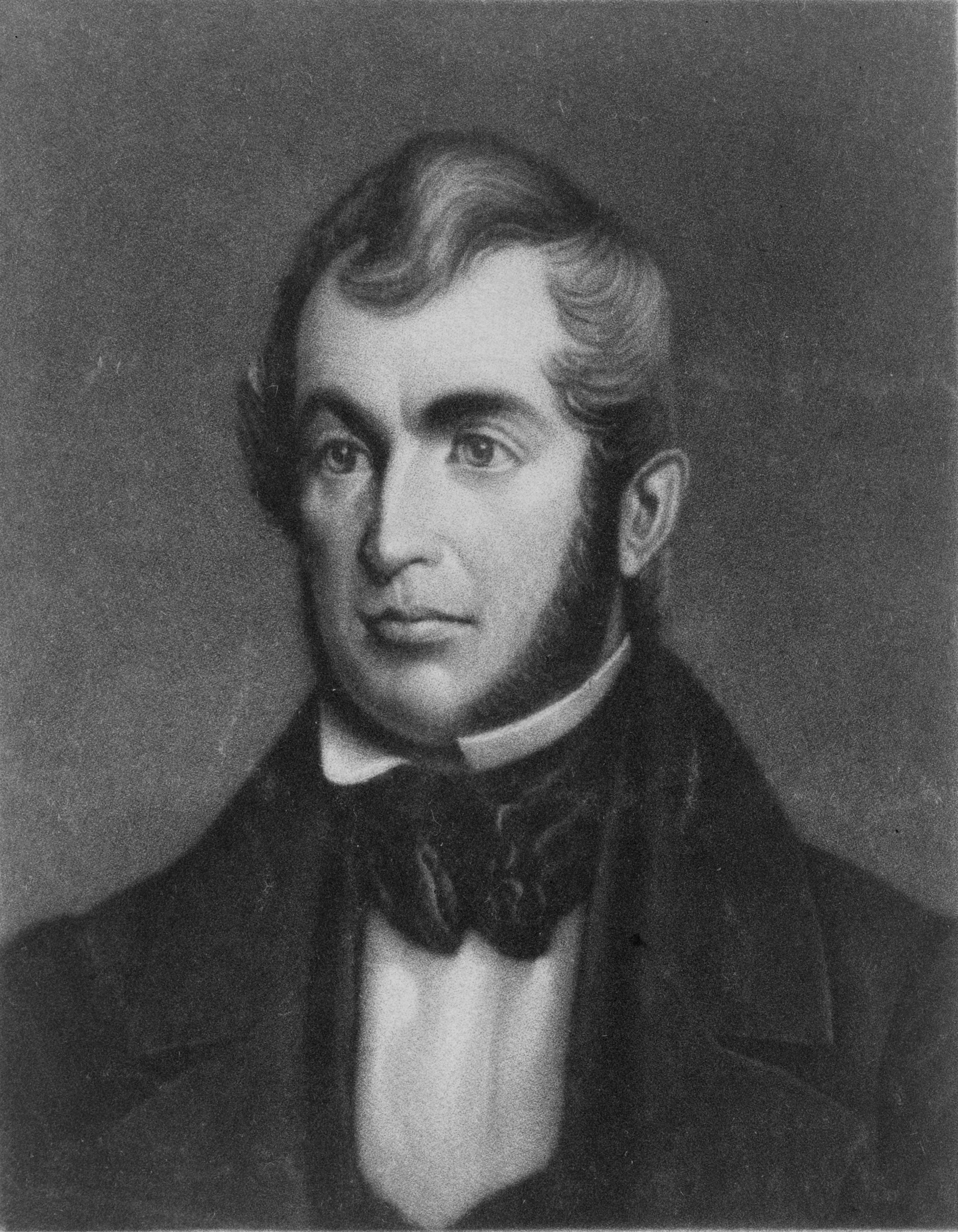
Hugh S. Legaré

Hugh Swinton Legaré (* 2. Januar 1797 in Charleston, South Carolina; † 20. Juni 1843 in Boston, Massachusetts) war ein US-amerikanischer Jurist, Diplomat, Politiker und Justizminister (Attorney General).

## Studium und berufliche Laufbahn
Legaré, der von Hugenotten und Schotten abstammte, erlitt im Alter von fünf Jahren eine Impfstoffvergiftung, die sein Wachstum behinderte. Er absolvierte zunächst ein allgemein bildendes Studium an der University of South Carolina, das er 1814 als Klassenbester mit Auszeichnung beendete. Im Anschluss daran studierte er bis 1817 die Rechtswissenschaften. Später studierte er während einer Europareise 1818 Französisch in Paris sowie 1819 Römisches Recht, Philosophie, Mathematik und Chemie in Edinburgh, ehe er 1822 als Rechtsanwalt in South Carolina zugelassen wurde.

## Politische Laufbahn

### Ämter in South Carolina und Diplomat
Legaré begann seine politische Laufbahn 1820 mit der Wahl zum Abgeordneten des Repräsentantenhauses von South Carolina, dem er bis 1821 und dann erneut von 1824 bis 1830 angehörte. Danach wurde er bis 1832 Attorney General von South Carolina. In diesem Amt war er ein Verfechter der Rechte der einzelnen Bundesstaaten sowie ein ausgesprochener Gegner der so genannten Nullifikationsdoktrin, die besagte, dass Einzelstaaten das Recht hätten, Bundesgesetze, die ihnen schädlich seien, nicht umzusetzen.
Von 1832 bis 1836 war er Geschäftsträger (Chargé d‘Affaires) im zwei Jahre zuvor unabhängig gewordenen Belgien.

### Kongressabgeordneter und Justizminister unter Tyler
Nach seiner Rückkehr aus Brüssel wurde er am 4. März 1837 Abgeordneter der Demokraten im Repräsentantenhaus der Vereinigten Staaten, dem er jedoch nur für eine Wahlperiode bis zum 3. März 1839 angehörte, nachdem seine Wiederwahl gescheitert war.
Am 13. September 1841 berief ihn Präsident John Tyler als Justizminister (Attorney General) in sein Kabinett. Dieses Amt übte er bis zu seinem Tod am 20. Juni 1843 in Boston nach der Enthüllungszeremonie für das Bunker Hill Monument aus. Vom 8. Mai 1843 bis zu seinem Tod fungierte er nach dem Rücktritt von Daniel Webster auch als Außenminister der Vereinigten Staaten ad interim.

## Veröffentlichungen
- The Writings of Hugh Swinton Legaré, South Carolina, 1846. (2 Bände)